# Élections municipales de 2020 à Montauban
Le premier tour des élections municipales françaises de 2020 à Montauban  a eu lieu le 15 mars 2020. Le second tour, initialement prévu le 22 mars 2020, est reporté en raison de la pandémie de maladie à coronavirus. La maire sortante, Brigitte Barèges, est candidate à sa réélection et est réélue.

## Contexte

### Affaires judiciaires de Brigitte Barèges

#### Comptes de campagne de 2014
Quelques mois après les élections municipales de 2014, la Commission nationale des comptes de campagne et des financements politiques rejette les comptes de campagne de Brigitte Barèges. Elle est condamnée à un an inéligibilité par le tribunal administratif de Toulouse mais fait appel. Le Conseil d'État constatant « que les irrégularités commises ne présentent pas un caractère de « particulière gravité »», Brigitte Barèges peut ainsi rester maire et présidente du Grand Montauban.

#### Emploi fictif à la mairie
En juin 2015, avec trois autres membres de la municipalité, Brigitte Barèges est placée en garde à vue. Les faits en question concernaient « le financement par la municipalité de Montauban d’un emploi possiblement fictif d’un chargé de communication à la mairie ». En juin 2015, elle est mise en examen pour « détournement de fonds publics par personne dépositaire de l’autorité publique ou investie d’une mission de service public ».

## Candidats
| Liste | Liste | Liste                                   | Partis                 | Candidat au poste de maire | Fonction(s) du candidat                                                         |
| ----- | ----- | --------------------------------------- | ---------------------- | -------------------------- | ------------------------------------------------------------------------------- |
|       | LRN   | Montauban avec vous, pour vous          | RN                     | Thierry Viallon            | Conseiller municipal d'opposition à Montauban. Conseiller régional d'Occitanie. |
|       | LLR   | Pour Montauban                          | LR                     | Brigitte Barèges           | Maire de Montauban. Conseillère départementale d'opposition du Tarn-et-Garonne. |
|       | LEXG  | Faire entendre le camp des travailleurs | LO                     | Richard Blanco             |                                                                                 |
|       | LDVC  | Osons Montauban                         | LREM-UDI-MT&G          | Pierre Mardegan            | Vice-président du conseil départemental de Tarn-et-Garonne.                     |
|       | LUG   | L'Alternative pour Montauban            | PS-PCF-EÉLV-PRG-G.s-PP | Arnaud Hilion              | Conseiller municipal d'opposition à Montauban.                                  |
|       | LDIV  | Montauban en Commun 2020                | Collectif citoyen      | Julie Bougel               |                                                                                 |

## Résultats
|                          |                          |                          |              |              |             |             |        |        |
| Tête de liste            | Tête de liste            | Liste                    | Premier tour | Premier tour | Second tour | Second tour | Sièges | Sièges |
| Tête de liste            | Tête de liste            | Liste                    | Voix         | %            | Voix        | %           | CM     | GM     |
|                          | Brigitte Barèges         | LR                       | 7 600        | 46,28        | 8 475       | 54,45       | 38     | 19     |
|                          | Arnaud Hillion           | PS-PCF-EÉLV-PRG-G.s-PP   | 4 808        | 28,28        | 7 087       | 45,54       | 11     | 5      |
|                          | Pierre Mardegan          | LREM-UDI-MT&G            | 1 785        | 10,87        | Retrait     | Retrait     | 0      | 0      |
|                          | Thierry Viallon          | RN                       | 1 516        | 9,23         |             |             | 0      | 0      |
|                          | Julie Bougel             | SE                       | 442          | 2,69         | 0           | 0           |        |        |
|                          | Richard Blanco           | LO                       | 268          | 1,63         | 0           | 0           |        |        |
|                          |                          |                          |              |              |             |             |        |        |
| Votes valides            | Votes valides            | Votes valides            | 16 419       | 97,13        | 15 562      | 96,34       |        |        |
| Votes blancs             | Votes blancs             | Votes blancs             | 203          | 1,20         | 302         | 1,87        |        |        |
| Votes nuls               | Votes nuls               | Votes nuls               | 283          | 1,67         | 289         | 1,79        |        |        |
| Total                    | Total                    | Total                    | 16 905       | 100          | 16 153      | 100         | 49     | 24     |
| Abstention               | Abstention               | Abstention               | 24 031       | 58,73        | 24 874      | 60,63       |        |        |
| Inscrits / participation | Inscrits / participation | Inscrits / participation | 40 966       | 41,27        | 41 027      | 39,37       |        |        |

## Conséquences
À l'issue du premier tour, trois listes sont qualifiées pour le second : la liste Les Républicains menée par la maire sortante Brigitte Barèges, la liste Union de la gauche menée par le conseiller municipal d'opposition Arnaud Hillion et la liste centriste menée par le conseiller départemental Pierre Mardegan. Ce dernier, ayant réalisé un score d'un peu plus de 10%, décide de se retirer.
La liste Les Républicains menée par Brigitte Barèges l'emporte au second tour avec plus de 54% des voix.